# Manualul de istorie al Partidului Comunist și al Uniunii Sovietice 1898–1991

Manual de istorie al Partidului Comunist și al Uniunii Sovietice 1898 - 1991 (rusă Справочник по истории Коммунистической партии и Советского Союза 1898 - 1991 este o  enciclopedice rusofonă de  informații cu acces gratuit online despre istoria Partidului Comunist al URSS și a membrilor săi. 
Proiectul este creat la inițiativa lui Nafthali Hirschkowitz (Zikhron Yaakov), creator și editor al proiectului. Este asistat de mai mulți specialiști în domeniul istoriei pe un vast teritoriu al fostei Uniuni Sovietice. Printre aceștia se numără experți în domeniul științei istorice și alții. Proiectul a început în 2005. 

## Vezi si
- Marea Enciclopedie Sovietică